# Tetragnatha sutherlandi
Tetragnatha sutherlandi är en spindelart som beskrevs av Gravely 1921. Tetragnatha sutherlandi ingår i släktet sträckkäkspindlar, och familjen käkspindlar. Inga underarter finns listade i Catalogue of Life.